# Diskžokej

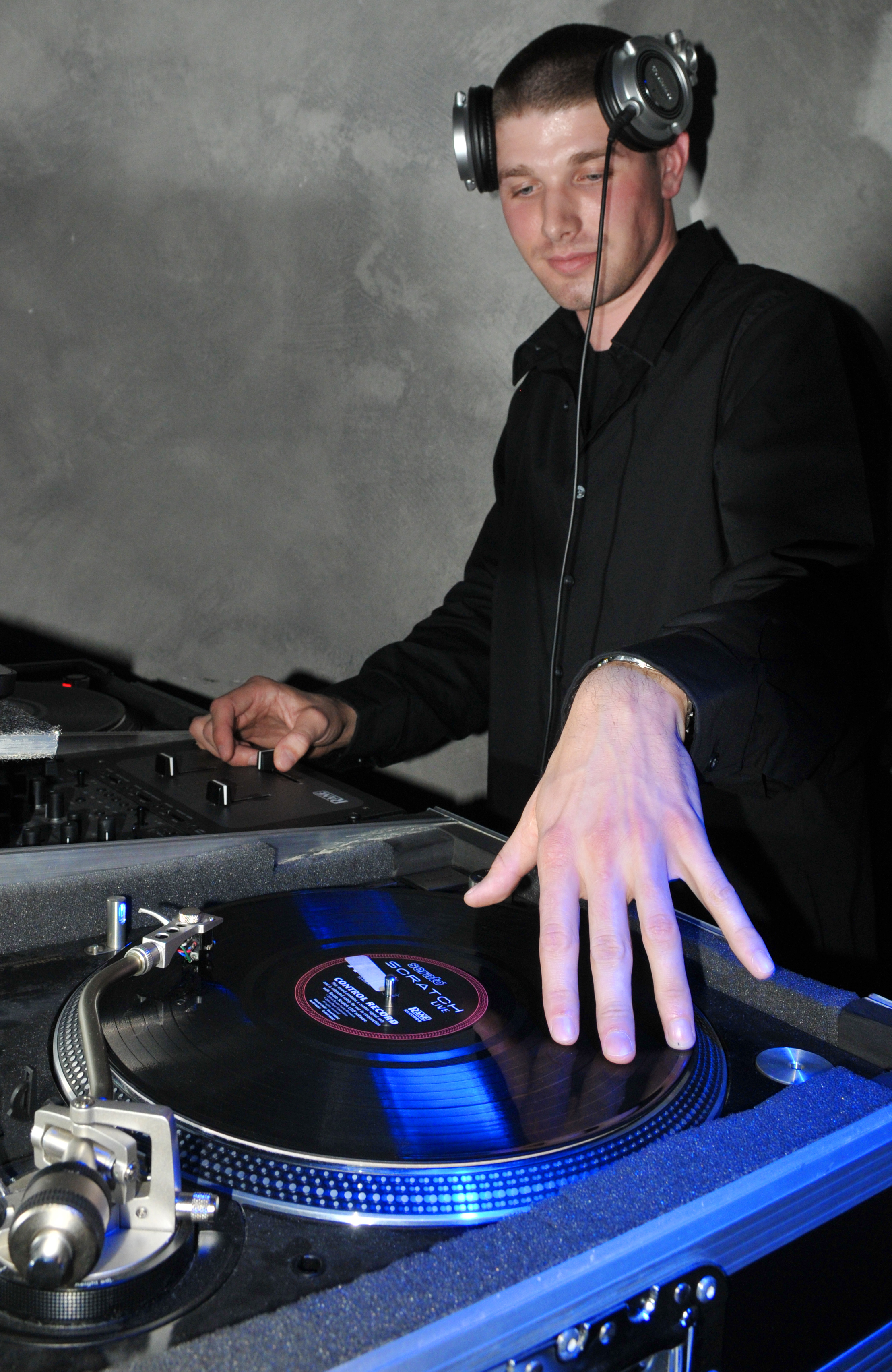
DJ

Diskžokej, někdy také dýdžej nebo DJ [dýdžej] je osoba, která vybírá a pouští předem připravenou hudbu určenou k veřejné produkci a v okamžiku přehrávání ji upravuje (je autor). Například mixuje skladby s jinými skladbami, s přirozenými i umělými zvuky atd.

## Klubový DJ
Klubový DJ vybírá a hraje hudbu v klubech. Ovšem jeho scénou může být domovní párty, párty v malém klubu, stejně jako akce na stadiónu. Soustředí se na hudbu, kterou hraje – svůj set staví na výběru různých skladeb, čímž kontroluje hladinu energie tančícího davu, a používá techniku zvanou beatmatching k jemnému nepostřehnutelnému přechodu mezi jednotlivými skladbami.

## Svatební DJ
Svatební DJ je profesionál, který se specializuje na hudební doprovod svatebních obřadů a oslav. Jeho hlavním úkolem je zajistit hudební atmosféru během celého svatebního dne, od příchodu hostů až po poslední tanec. Svatební DJ vybírá a přehrává skladby podle požadavků novomanželů, hostů a specifických částí svatebního programu (např. příchod novomanželů, první tanec, krájení dortu, apod.). Kromě hudby může také koordinovat časový plán svatby a spolupracovat s dalšími účastníky, jako jsou svatební koordinátoři, fotografové nebo kameramani.
Role svatebního DJ se liší od klasického DJ, protože kromě výběru a mixování hudby zohledňuje i atmosféru dané události, vkus a preference svatebčanů. V současnosti je svatební DJ oblíbenou volbou na moderních svatbách jako alternativa k živé hudbě.

## Původ slova
Pojem diskžokej (resp. disc jockey, disc jokey, disk jockey) se ve světě poprvé vyskytuje v souvislosti s rozhlasovým vysíláním, při kterém komentátoři uváděli a přehrávali populární hudbu z gramofonových desek. Gramofonová deska se v angličtině řekne nejen record, ale i disc nebo disk; jockey je žokej. První diskjockejové byli ti, kdo „jezdili na gramofonových deskách“. Později byl výraz zkracován na DJ.
Podle ASCS (Akademický slovník cizích slov) je diskžokej (diskžokejka) hudební autor(ka) a moderátor(ka) „komentovaných pořadů ze zvukových záznamů (původně z gramofonových desek) na diskotékách, v rozhlase aj.“. Slovník spisovné češtiny (SSČ) uvádí, že diskžokej je hovorové slovo s významem „osoba obsluhující přehrávací aparaturu a řídící diskotéku“.
K výrazu dýdžej (dýdžejka) uvádí ASCS: anglická zkratka DJ [dýdžej] disc jockey s významem diskžokej užívaná v hudebním a publicistickém slangu. Výraz diskžokejka jako slovníkové heslo v českém jazyce je uveden poprvé ve Slovníku neologizmů (1998). V českých kodifikačních příručkách byla do roku 2016 uvedena pouze podoba diskžokej, nikoli dýdžej nebo DJ.
Nejnovější, Akademický slovník současné češtiny uvádí, že diskžokej je „osoba, která vybírá, pouští a komentuje reprodukovanou hudbu na diskotékách (zábavách s tancem a hudbou), v rozhlase ap., moderátor diskotéky“. Zajímavé je, že výklad výrazu dýdžej i výklad zkratky DJ v témže slovníku je odlišný: nezmiňuje komentování, vypouští výraz „reprodukovanou“, ovšem uvádí zásadní fakt autorství, a to během přehrávání, a upřesňuje, v čem autorství mj. spočívá. Dýdžej (stejně tak DJ) podle ASSČ je „osoba, která vybírá a pouští hudbu na diskotékách, v rozhlase ap., diskžokej; osoba tvořící nové taneční skladby úpravou hudby během přehrávání, spojováním s jinými skladbami, využitím dalších umělých nebo přirozených zvuků“.
V Československu za totality zněl výraz diskžokej „kapitalisticky“, a proto byl diskžokej nazýván „uvaděč diskotékových pořadů“ či „pouštěč desek“.